# Distrito electoral de West Brooklyn (Illinois)
West Brooklyn (en inglés: West Brooklyn Precinct) es un distrito electoral ubicado en el condado de Massac en el estado estadounidense de Illinois. En el Censo de 2010 tenía una población de 907 habitantes y una densidad poblacional de 38,88 personas por km².

## Geografía
West Brooklyn se encuentra ubicado en las coordenadas 37°9′2″N 88°39′14″O / 37.15056, -88.65389. Según la Oficina del Censo de los Estados Unidos, West Brooklyn tiene una superficie total de 23.33 km², de la cual 22.79 km² corresponden a tierra firme y (2.28%) 0.53 km² es agua.

## Demografía
Según el censo de 2010, había 907 personas residiendo en West Brooklyn. La densidad de población era de 38,88 hab./km². De los 907 habitantes, West Brooklyn estaba compuesto por el 90.19% blancos, el 7.17% eran afroamericanos, el 0.44% eran amerindios, el 0% eran asiáticos, el 0% eran isleños del Pacífico, el 0.11% eran de otras razas y el 2.09% pertenecían a dos o más razas. Del total de la población el 2.09% eran hispanos o latinos de cualquier raza.